# Frieda B. Hennock
Frieda Barkin Hennock, nacida el 27 de diciembre de 1904 en Kovel y fallecida el 20 de junio de 1960 en Nueva York, fue una abogada estadounidense. 

## Trayectoria
Hennock nació en la Ucrania zarista en una familia judía que emigró a los Estados Unidos en 1910. En Nueva York estudió derecho en la Brooklyn Law School y se graduó en 1924. Entre 1926 y 1948 trabajó como abogada en el Estado de Nueva York especializándose en derecho corporativo. En 1948 Harry Truman la nombró para servir en la Comisión Federal de Comunicaciones, siendo la primera mujer en entrar en ella, y tuvo un papel decisivo en la decisión de la FCC de asignar canales a las televisiones educativas, lo que sería el comienzo de la televisión pública en los Estados Unidos. En 1955 dejó la FCC volviendo al ejercicio de la abogacía.